# Universidad de Ginebra
La Universidad de Ginebra (Université de Genève) es una universidad en Ginebra, Suiza. 
Fue fundada por Juan Calvino en 1559. Inicialmente fue un seminario teológico, donde también se enseñó Derecho. Siguió siendo marcadamente teológico durante el siglo XVII, en donde se comenzaron a agregar otras disciplinas, mientras se convertía en un centro para Ilustración erudita. En 1873 cayeron sus asociaciones religiosas, con lo cual, adquirió el carácter secular. 
Hoy desempeña un papel líder en muchos campos -su localización en Ginebra le da una ubicación privilegiada para los estudios en asuntos diplomáticos e internacionales. Asimismo, se la considera una de las universidades de vanguardia en temas de investigación en Europa, pues ha realizado notables descubrimientos en el área de ciencias de la Tierra y también en genética, entre otros campos.
Es miembro del Grupo Coimbra así como de la Liga de Universidades de Investigación Europeas (LERU).

## Facultades
La Universidad está compuesta por 8 facultades:
- Facultad de Ciencias
- Facultad de Medicina
- Facultad de Artes
- Facultad de Jurisprudencia (Geneva Law School)
- Facultad de Teología (Protestante)
- Facultad de Filosofía y Educación
- Facultad de Traducción e Interpretación
- Escuela de Ginebra para estudios económicos y administración
- Escuela de Ginebra para estudios sociales

## Profesorado y alumnado distinguido
La Universidad de Ginebra dispone, en calidad de estudiantes o profesores, de diversos hombres galardonados con el Premios Nobel: 
- Norman Angell (1872-1967), Premio Nobel de la paz 1933
- Daniel Bovet (1907-1992), Premio Nobel de medicina 1957
- Niels Kaj Jerne (1911-1994), Premio Nobel de medicina 1984
- Edmond H. Fischer (1920- ), Premio Nobel de medicina 1992
- Martin Rodbell (1925-1998), Premio Nobel de medicina 1994
- Alan Jay Heeger (1936- ), Premio Nobel de química 2000
- Werner Arber (1929- ), Premio Nobel de medicina 1978
- Kofi Annan (1938-2018), Premio Nobel de la paz 2001

Fueron laureados con el Premio del Banco de Suecia en Ciencias Económicas en memoria de Alfred Nobel:
- Gunnar Myrdal (1898-1987), en 1974
- Maurice Allais (1911-2010), en 1988

Otros galardonados
- Stanislav Smirnov (1970 - ), Medalla Fields (matemáticas) 2010
- Ferdinand de Saussure
- Jean Piaget
- Éric Werner
- Emilia Ferreiro
- Natalia Aszkenazy